# Bede (Manitoba)
Pour les articles homonymes, voir Bede.
Bede est une communauté du Manitoba située au sud-ouest de la province et enclavée dans la municipalité rurale d'Albert. La communauté est située à l'intersection de l'autoroute 345 et de l'autoroute 83 entre les communautés de Bernice et de Broomhill. La communauté se trouve à 115 km au sud-ouest de Brandon et à 16 km de la ville de Melita
En 1897 ouvrit un bureau de poste sous le nom de Shilson. Devenu Ruth en 1908, il devint Bede en 1925. Bede devint aussi un arrêt du Canadien Pacifique en 1906.

## Référence
- (en) Cet article est partiellement ou en totalité issu de l’article de Wikipédia en anglais intitulé « Bede, Manitoba » (voir la liste des auteurs).